# タイ国立天文学研究所
タイ国立天文学研究所 (タイ語:สถาบันวิจัยดาราศาสตร์แห่งชาติ 、英語：National Astronomical Research Institute of Thailand:NARIT）は、タイ王国 内閣 科学技術省の天文学研究所。2004年設置。 「タイ国立天文研究所」とも呼ばれる。

## 概要
タイ国立天文学研究所は、2004年に設立されたタイ王国の天文学研究所。天文学分野でのタイ国内の知識を向上させ、天文学、天文物理学研究分野でタイ王国および世界に寄与することを目的とする。そのために研究所は、天文学、天文物理学教育、研究プログラムを計画、実施する。 特に、タイの天文学知識を国際水準に引き上げるために地域間、国際間の共同研究を推進している。また、研究所はアジア諸国の研究所、天文台とも緊密に科学研究、教育で連携している。本部はタイ北部チエンマイにある。ドーイ・インタノンの山中にあるタイ国立天文台を付属施設としており、2012年にはオートガイダー付2.4m望遠鏡を設置した。さらに2013年にはチリのセロ・トロロ汎米天文台内にタイ南半球望遠鏡を設置し、北カリフォルニア大学と共同運用している。

## 歴史
2004年7月20日、内閣は科学技術省に、2004年のバンコク・ラタナコーシン王朝開朝200年、2007年の国王80歳を記念し、国立天文学研究所の設立を指示する。学術と観光の振興を目指し、タイ国の最高地点であるチエンマイ県インタノン山山頂に国立天文台の建設を計画した。
研究所は、国王80歳記念に2008年12月5日に国立天文台を開所した。さらにドーイ・インタノン国立公園に情報技術センター、訓練センターの建設を予定している。

## 所在地

### 本部
- チエンマイ県ムアンチエンマイ郡 タムボン・ステープ フアイゲーウ通り　シリパーニット館2階　191

（เลขที่ 191 อาคารศิริพานิช ชั้น 2 ถ.ห้วยแก้ว ต.สุเทพ อ.เมือง จ.เชียงใหม่ 50200）

### バンコク連絡所
- バンコク　ラーチャテーウィー区 ラーマ6世通り 科学技術省庁舎 次官事務所2階

（ชั้น 2 สำนักงานปลัด กระทรวงวิทยาศาสตร์และเทคโนโลยี ถนนพระราม 6 เขตราชเทวี กทม. 10400）

## 施設
研究所は、チェンマイ本部のほかにインタノン山頂に国立天文台、バンコク連絡所、全国に5箇所に地方公共天文台を所有している。
海外施設としてはチリのセロ・トロロ汎米天文台内にタイ南半球望遠鏡を共同所有している。

### タイ国立天文台
タイ国立天文台（หอดูดาวแห่งชาติ）は研究所主要施設の一つ。タイで最も高い海抜2,457m、北緯 18 ํ 34' 21"、東経98 ํ 29' 7 " のチェンマイ県インタノン山（ドーイ・インタノン）山頂に位置している。天文台には式架台つき2.4m反射望遠鏡設置。望遠鏡システムはドームの動きと自動で同期する。望遠鏡システムは2012年に完成した。

#### 利用可能な光学望遠鏡と測光器
1. 2.4m RC 自動望遠鏡 (2009)
2. 0.5m シュミットカセグレン式望遠鏡 (2009)
3. 2kx2k CCD 光度計 （BVRIフィルターつき）(2009)
4. 4kx4k CCD 光度計 （BVRIフィルターつき） (2009)
5. 高解像度エシェル分光器 (2010)

### 地方公共天文台
地方公共天文台（หอดูดาวภูมิภาคสำหรับประชาชน、Regional Observatory for the Public）は、国内の5地域に設置。国立天文台よりも機能は劣る0.5m望遠鏡、CCDカメラ、分光器が設置される。2015年に完全設置予定。地域住民が天文学、宇宙技術の知識を習得することができるようになっている。5地域は以下の通りである。
1. 東北部北部 - コーンケン県
2. 東北部南部 - ナコーンラーチャシーマー県
3. 東部 - チャチューンサオ県
4. 南部 - ソンクラー県
5. 中部 -ピサヌローク県

- 北部では、すでに2009年初頭に開所しているチェンマイ県のシリントーン観測所がネットワークに参加している。

### タイ南半球望遠鏡
タイ南半球望遠鏡は2013年、チリのセロ・トロロ汎米天文台内に設置したプレーンウェーブ社製の0.6mカセグレン式反射望遠鏡。北カリフォルニア大学と共同運営している。

## 天文学教育・外部連携
研究所付属の天文学教育情報センターは、チェンマイ県のシリントーン観測所、学校、教育センターにおいて、天文現象、歴史、物語の理解と学ぶ楽しさ伝える教育を一般向けに行っている。11月から2月の冬季に、地域の学校で毎月講演や観測会を行っており、すでに毎年1,000人の子どもや大人が参加している。日食、月食、流星雨などの特別な現象のある際にはイベントを主催する。

## ビジターセンター
国立天文学研究所ビジターセンター（NVC）はインタノン山登山道の31キロ地点に位置し、研究所訪問者のための宿泊施設。センターは国立天文台リモートコントロール室にも宿泊施設を持っている。さまざまな天文イベント、展示会が開催される。2010年現在、暫定スケジュールをとっており火曜日から土曜日、午前9時から午後4時まで開館している（タイ正月、新年期間を除く）。ガイドツアーは事前予約が必要で午前10時から、1時半まで行われる。夜間観測会プログラムもある。

## 国際連携
2008年2月19日韓国天文研究院と共同研究覚書に調印。

## 関連事項
- 科学技術省 (タイ)
- タイ地理情報・宇宙技術開発機関（GISTDA）